# Erwin Schulhoff
Erwin Schulhoff (Praag, 8 juni 1894 – vesting Wülzburg (bij Weißenburg) in Beieren, 18 augustus 1942) was een Tsjechische componist en pianist.

## Levensloop
Schulhoff is als kleine jongen verschillende malen opgevallen, omdat hij een grote interesse had voor alles wat nieuw was en muzikaal zeer begaafd was. Antonín Dvořák had een gevoel voor talenten en zette zich daarvoor in, zodat Schulhoff al op 10-jarige leeftijd aan het Praags conservatorium in de pianoklas werd opgenomen. Op 12-jarige leeftijd ging hij naar Wenen aan het Horák-Muziekinstituut, waar hij bij Willy Thern studeerde. Twee jaar later studeerde hij in Leipzig aan de Felix Mendelssohnschool voor muziek en theater piano bij Robert Teichmüller en compositie bij Stephan Krohl en Max Reger. Vanaf 1913 studeerde hij aan de Rheinische Musikhochschule te Keulen piano bij Lazzaro Uzielli en Carl Friedberg, contrapunt bij Franz Bölsche, instrumentatie bij Ewald Strasser en orkestdirectie en compositie bij Fritz Steinbach. Deze lange lijst van zijn leraren is symptomatisch voor Schulhoff, die bij zijn studies alsook later bij zijn werkzaamheden rusteloos op zoek was naar nieuwe inzichten, technieken, stijlen en mogelijkheden.
Van 1914 tot 1918, in de Eerste Wereldoorlog, was hij soldaat in het Oostenrijkse leger. Hij raakte gewond - en werd pacifist.
Na de oorlog ging hij naar Dresden, waar hij 1919 de groep "Werkstatt der Zeit" oprichtte, die bekendheid verwierf met vernieuwende concerten. Eind 1920 vertrok hij naar Saarbrücken, waar hij docent voor piano aan het Dornschein conservatorium werd. Via Berlijn kwam hij in 1923 naar Praag terug, waar hij werkte als freelance kunstenaar, pianovirtuoos, medewerker bij de Praagse omroep, en ook muziekcriticus was van het Praagse avondblad en van het tijdschrift "Auftakt". In 1913 won hij in Praag met zijn Sonate voor viool en in 1924 in Donaueschingen met zijn Strijksextet een compositiewedstrijd. Hij was bekend als een pianovirtuoos met briljante techniek, ritmische pregnantie en krachtige aanslag. Zijn harder wordende kritiek op de maatschappij voerde hem in de kring van de Dadaïsten, die een parodie maken op de burgerlijke kunst. Hij was met brutale jazz-stukken succesvol. Hij schreef ook een pianostuk dat maar liefst uit rusten met daarboven gezette fermates bestond.
Politiek was hij het niet eens geworden met "zijn wereld". Zoals vele intellectuelen in deze jaren bekeerde hij zich als pacifist onder de invloed van zijn vrienden tot het communisme en zelfs het stalinisme en schreef onder de invloed van deze inspiratie in 1932 Das Kommunistische Manifest naar Karl Marx en Friedrich Engels, op. 82. Hij vond daarmee een weg uit een persoonlijke crisis naar een nieuwe monumentale compositiestijl met een ongewone ruimtelijke klank door opdeling van het orkest, wandelende luisteraars, licht-effecten enzovoort.
Zijn toetreden tot het communisme hield voor hem in dat hij sinds 1933 niet meer in Duitsland kon optreden. De voor Berlijn geplande première van zijn opera Flammen, op. 68, werd om politieke en racistische redenen verhinderd. Maar ook zijn enthousiasme voor de symfonische jazz en later voor het socialistische realisme maakte hem vanaf 1933 politiek "onaanvaardbaar". Onder een pseudoniem en meestal in het geheim werkte hij tot 1935 in de jazzband van Jaroslav Ježek aan het Bevrijde theater in Praag, voor de Tsjechische omroep, studio Ostrava en radio Brno als jazz-pianist. Na de Duitse bezetting in 1939 werd hij ontslagen.
Begin 1941 diende hij een verzoek in om het staatsburgerschap van de Sovjet-Unie te verkrijgen. Omdat de Duitsers intussen ook met de Sovjet-Unie in oorlog waren, werd hij op 23 juni 1941 in Praag als Sovjetburger, niet als jood, opgepakt en naar het concentratiekamp kasteel Wülzburg, dat nu tot de gemeente Weißenburg in Beieren behoort, gedeporteerd, waar hij aan tuberculose overleed.
Wie hem gekend hebben, vonden hem sympathiek, velen bewonderden hem, velen waren gefascineerd: Erwin Schulhoff, al door zijn eigen generatie als een veelbelovend, hoogbegaafd talent bekend, was een jonge man vol enthousiasme, dynamiek, originaliteit en fantasie. De hernieuwde belangstelling voor muziek die onder het etiket van de Entartete Kunst viel, heeft Schulhoffs muziek voor de vergetelheid behoed. In Nederland zijn de hoboïst Werner Herbers met zijn Ebony Band, en het Schönberg Kwartet pleitbezorgers van Schulhoffs werken geweest.
Hoewel Schulhoff uit een Duitstalig gezin kwam en zelf ook zijn leven lang het Duits als moedertaal hanteerde, probeerde hij na 1918 een brug te slaan tussen de Duitse en de Tsjechische culturele instellingen in Praag. Hij onderhield nauwe contacten met verschillende Tsjechische kunstenaars en poogde zo min mogelijk partij te kiezen.
Toen zijn muziek in de jaren tachtig en negentig van de twintigste eeuw weer voor het voetlicht kwam, werd hij in sommige kringen steeds Tsjechischer gemaakt. Zijn voornaam, die hij zelf als Erwin schreef, werd Ervín en zelfs zijn achternaam wordt soms als Šulhov geschreven.

## Composities

### Werken voor orkest

#### Symfonieën
- 1925 Symfonie Nr. 1, op. 50
- 1932 Symfonie Nr. 2, op. 81
- 1935 Symfonie Nr. 3, op. 85
- 1936-1937 Symfonie Nr. 4 "Spaanse", op. 88
- 1938-1939 Symfonie Nr. 5 "À Romain Rolland", op. 89
- 1940-1941 Symfonie Nr. 6 "Symfonie Svobody (Vrijheid-symfonie)", voor gemengd koor en orkest, op. 94
- 1941 Symfonie Nr. 7 "Eroica", naar de piano-schetsen voor groot orkest (onvoltooid), op. 98
- 1942 Symfonie Nr. 8, op. 99 (Schetsen)

#### Andere orkestwerken
- 1912 Landschaften, symfonie voor mezzosopraan en orkest, op. 26
- 1913 Lustige Ouvertüre, op. 8
- 1913-1914 Concert Nr. 1, voor piano en orkest, op. 11
- 1914 Serenade, voor orkest, op. 18
- 1919 Menschheit, vocale symfonie voor alt en orkest, op. 28 (opgedragen ter nagedachtenis aan Karl Liebknecht)
- 1921 Suite, voor kamerorkest, op. 37
  1. Ragtime
  2. Valse Boston
  3. Tango
  4. Shimmy
  5. Step
  6. Jazz
- 1923 Concert Nr. 2, voor piano en orkest, op. 43
- 1927 Dubbelconcert, voor fluit, piano en strijkorkest
- 1929 Festliches Vorspiel
- Concerto "Alla jazz", voor piano en orkest
- Concert Nr. 3, voor piano en orkest, op. 72

### Werken voor harmonieorkest
- 1928 Concertsuite uit "Le Bourgeois Gentilhomme", voor blazers en slagwerk
- 1930 Concerto, voor strijkkwartet en harmonieorkest, op. 97

### Muziektheater

#### Opera's
| Voltooid in | titel                               | aktes   | première | libretto                                                                               |
| ----------- | ----------------------------------- | ------- | -------- | -------------------------------------------------------------------------------------- |
| 1918-1920   | Die Mitschuldigen                   | 2 aktes |          | Johann Wolfgang von Goethe bewerking als opera Johannes Theodor Kuhlemann (onvoltooid) |
| 1927/1929   | Flameny (Flammen)                   | 3 aktes |          | Karel J. Beneš                                                                         |
|             | Don Juans Bestimmung, opera-project |         |          |                                                                                        |

#### Balletten
| Voltooid in | titel                                    | aktes | première | libretto | choreografie |
| ----------- | ---------------------------------------- | ----- | -------- | -------- | ------------ |
| 1922-1924   | Ogelala, op. 53                          |       |          |          |              |
| 1925        | La Somnambule (Die Mondsüchtige), op. 54 |       |          |          |              |

#### Toneelmuziek
- 1919 Sonata erotica für Solo-Müllertrompete, actie voor stemmen
- 1919 Symphonia germanica, actie voor stemmen en onbetekenend begeleiding
- 1926 Le Bourgeois gentilhomme, muziek voor het toneelstuk naar het gelijknamige boek van Molière, op. 56
- 1933 Der Friede, muziek voor het toneelstuk van Aristophanes, bewerkt door Adolf Hoffmeister
- Zebrák (Der Bettler), melodram

### Vocale muziek
- 1913 Drei Stimmungsbilder, voor sopraan, viool en piano, op. 12
  1. Sangen Geigen übern See
  2. Schliesse deine Augen zu
  3. Weisst du
- 1915 Vijf liederen naar Christian Morgenstern, voor bariton en piano, op. 20
- 1922 Die Wolkenpumpe, ernstige gezangen voor bariton met vier blaasinstrumenten en slagwerk op woorden van de Heilige Geest, op. 40 - tekst: Hans Arp
- 1930 H. M. S. Royal Oaks, Jazz-oratorium voor spreker, tenor, gemengd koor en symfonisch jazz-orkest, op. 71
- 1932 Das Kommunistische Manifest (Communistisch Manifest), cantate naar Karl Marx en Friedrich Engels, voor sopraan, alt, tenor, bariton, kinderkoor, gemengd dubbelkoor en orkest, op. 82
- 1933 1917, cyclus van 12 liederen voor zangstem en piano
- 1933 Písen o Thälmannovi (lied van Ernst Thälmann), voor samenzang
- 1934 Orinoco, voor zangstem en jazz-orkest
- 1936 Národní Písne a Tance z Tešínska (liederen uit Silesisch-Teschen), voor zangstem en piano
- 1939 Valašské Národní Písne a Tance (Walachische liederen en dansen), voor solisten, gemengd koor en orkest
- 1939-1940 Hanácké Národní Písne a Tance (Dansen en liederen uit Hana), voor zangstem en orkest

### Kamermuziek
- 1922 Bassnachtigal, drie stukken voor contrafagot, op. 38
- 1925 Concertino, voor fluit, altviool en contrabas
- 1927 Sonate, voor fluit en piano, op. 61
- 1934 The Syncopator' s Peter, voor trombone en piano
- 1937 Susi, Fox-song voor onbekend solo-instrument en piano
- 5 stukken, voor strijkkwartet
- Divertiment, voor strijkkwartet
- Divertissement, voor hobo, klarinet en fagot
- Hot Sonata, voor altsaxofoon en piano
- Sonata, voor cello
- Sonata Nr. 1, voor viool
- Strijkkwartet Nr. 1
- Strijkkwartet Nr. 2
- Strijksextet
- Suite, voor viool en piano

### Werken voor piano
- 1904-1909 Schetsen, op. 5
- 1910 Burleske, op. 8
- 1910 Irrlichter
- 1912 Fünf Vortragsstücke, op. 3
- 1912 Zwei Stücke, op. 4
- 1912 Sonate, voor piano, op. 5
- 1913 Vier schilderijen, op. 6
- 1913 Neun kleine Reigen, op. 13
- 1914 Vijf impressies, op. 12
- 1915 Drei Präludien und drei Fugen, op. 19
- 1918 Sonate Nr. 0, voor piano, op. 22
- 1919 Fünf Arabesken, op. 29
- 1920 Ironies, zes stukken voor piano vierhandig, op. 34
- 1923 Ostinato
- 1924 Sonate Nr. 1, voor piano
- 1926 Sonate Nr. 2, voor piano
- 1927 Sonate Nr. 3, voor piano
- 1927 6 Esquisses de Jazz, op. 64
- 1933 Pulnocní Mátohy
- 1933 Tvuj Koketní Úsmev
- 10 Klavierstücke op. 30
- Cinq Études de Jazz, op. 58
- Hot Music, tien gesyncopeerde etudes voor piano, op. 67
- Suite dansante en Jazz for piano

## Publicaties
- Josef Bek: Erwin Schulhoff: Leben und Werk. Hamburg, 1994, 268 p. ISBN 3 92877027 6 (de uitgave voor de Amerikaanse markt is gepubliceerd als Ervin Schulhoff, his life and works, Ashgate Publishing (hardcover), October 2006. 350 pp. ISBN 1 84014255 3

- Bibsys: 97031326
- Biblioteca Nacional de España: XX1116006
- Bibliothèque nationale de France: cb13899558p (data)
- Catàleg d'autoritats de noms i títols de Catalunya: 981058528764406706
- CiNii: DA09610758
- Gemeinsame Normdatei: 11910783X
- International Standard Name Identifier: 0000 0001 2129 1255
- Library of Congress Control Number: n81132048
- Nationale Bibliotheek van Letland: 000129700
- MusicBrainz: e2eb5293-00fb-40bb-92f4-3db07a229118
- Bibliotheek van het Japanse parlement: 001359551
- Nationale Bibliotheek van Tsjechië: jn19990209756
- Nationale bibliotheek van Australië: 50170988
- Nationale Bibliotheek van Israël: 987007267867405171
- Nationale Bibliotheek van Polen: a0000001813960
- Nationale en Universitaire bibliotheek Zagreb: 000426337
- Nederlandse Thesaurus van Auteursnamen: 074934953
- SNAC: w6gr90np
- Système universitaire de documentation: 052642690
- Trove: 1503745
- Virtual International Authority File: 39563213
- WorldCat: E39PBJyX3m7xmBYfTqfVK8VjYP